# Картахена (Чилі)

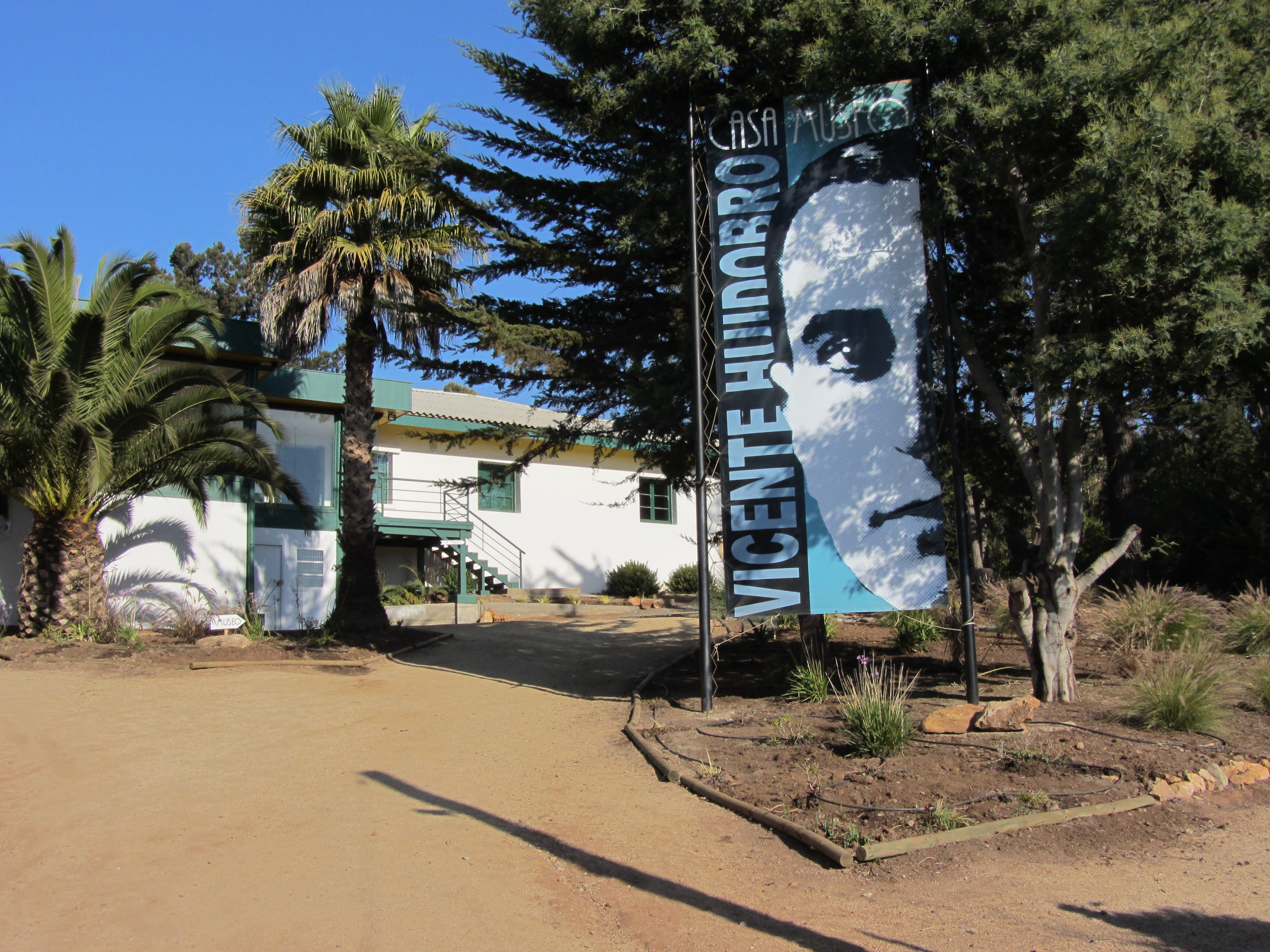
Музей Вісенте Відобро

Картахена (ісп. Cartagena) — місто в Чилі. Адміністративний центр однойменної комуни. Населення міста — 15 302 особи (2002). Місто і комуна входять до складу провінції Сан-Антоніо та регіону Вальпараїсо.
Територія — 246 км². Чисельність населення — 22 738 мешканців (2017). Щільність населення — 92,4 чол./км².

## Розташування
Місто розташоване за 56 км на південь від адміністративного центру області міста Вальпараїсо та за 6 км на північ від адміністративного центру провінції міста Сан-Антоніо.
Комуна межує:
- на півночі — з комуною Касабланка
- на сході — з комуною Марія-Пінто
- на півдні — з комуною Сан-Антоніо
- на північному заході — з комуною Ель-Табо

На заході знаходиться узбережжя Тихого океану.